# Bocas del Toro (archipelag)
Bocas del Toro – archipelag na Morzu Karaibskim, na północnym zachodzie Panamy. Wyspy oddzielają Zatokę Almirante i Lagunę Chiriquí od otwartego Morza Karaibskiego. Archipelag jest częścią dystryktu Bocas del Toro, leżącego w prowincji Bocas del Toro. Największym miastem jest Bocas del Toro, zwane również Bocas Town, znajdujące się na wyspie Colón. Na wyspy można dostać się tramwajami wodnymi i prywatnymi łodziami, a na wyspę Colón dodatkowo samolotami oraz promami. Położony na zachód od Bocas Town port lotniczy Bocas del Toro "Isla Colón" obsługuje loty między wyspą a innymi lotniskami w regionie. Promy pływają z Bocas Town do Almirante, Changuinoli oraz Chiriquí Grande.

## Geografia
Archipelag ma powierzchnię 250 km², co stanowi 60% powierzchni dystryktu Bocas del Toro. W 2012 roku na wyspach żyło 13000 ludzi, czyli 75% populacji dystryktu.
W archipelagu znajduje się 9 wysp, około 50 raf koralowych oraz blisko 200 małych wysepek.

### Wyspy
- Cayos Zapatilla
- Bastimentos
- Carenero
- Cayo Agua
- Colón (główna wyspa)
- San Cristóbal
- Popa
- Solarte
- Pastores
- Bagui

### Obszary chronione
- Morski Park Narodowy Wyspy Bastimentos
- Plaża Mimi Timbi
- Palo Seco
- Plaża Bluff
- La Amistad

### Miejscowości
- Bocas del Toro (Bocas Town)
- Bastimentos
- Quebrada Sal
- Punta Laurel